# Bahnhof Gongguan
Der Bahnhof Gongguan (chinesisch 公館站, Pinyin Gōngguǎn Zhàn) ist ein U-Bahnhof der grünen Linie (Xindian-Linie) der MRT Taipeh, gelegen zwischen den Stadtteilen Da’an und Zhongzheng in der Nähe der National Taiwan University. Er wurde am 11. November 1999 eröffnet.

## Übersicht
Der Bahnhof ist ein unterirdischer Inselbahnhof mit vier Ein- und Ausgängen.

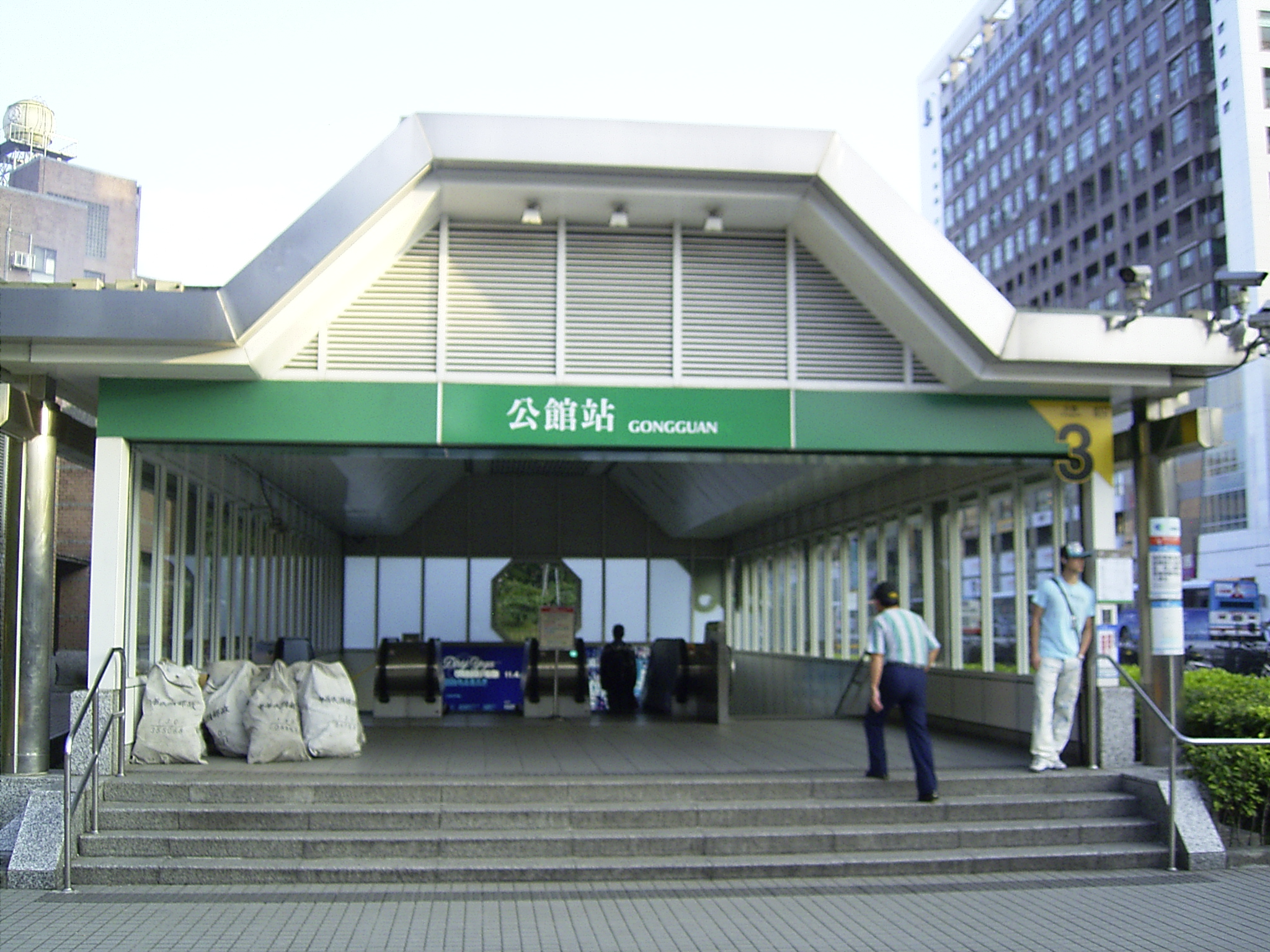
Ausgang 3

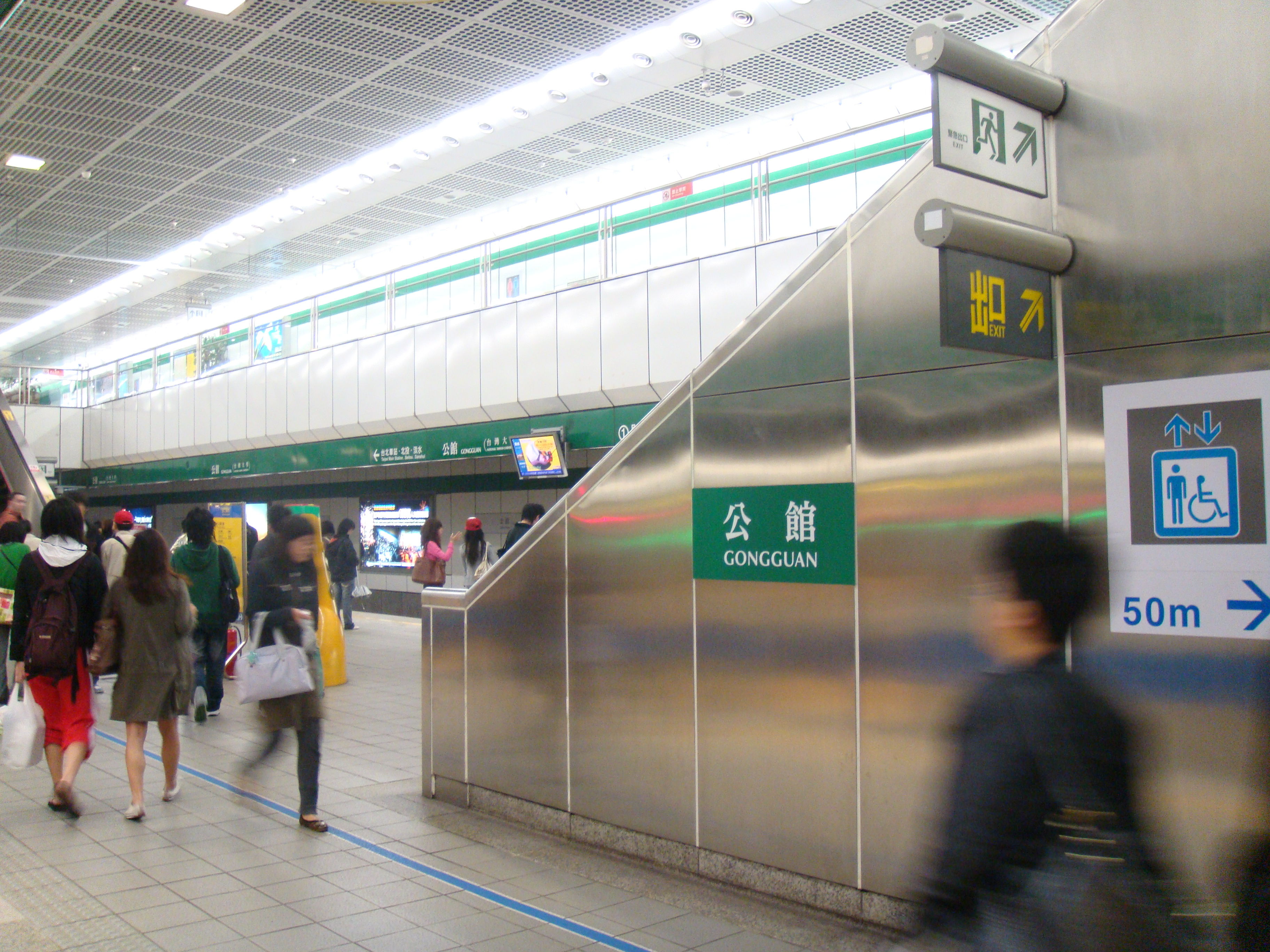
Bahnsteig

## Umgebung
An der Ostseite ist der Hauptcampus der National Taiwan University, an der Westseite ist der Gongguan-Nachtmarkt mit vielen Geschäften und Restaurants. 
- Taiwan Power Company (zwischen dem Bahnhof Gongguan und Taidian Dalou)
- Hauptcampus der National Taiwan University
- National Taiwan University of Science and Technology (zwischen Gongguan und Wanlong)
- Gongguan-Campus der National Taiwan Normal University (zwischen Gongguan und Wanlong)
- Taipei Water Park
- Shuiyuan-Markt
- Leader-Hotel
- Mingchuan-Grundschule

## Geschichte

### Bahnhof Gongguan der taiwanischen Eisenbahn
- 22. Januar 1921: Der Abschnitt Wanhua–Gongguan der Xindian-Linie wird eröffnet.
- 25. März 1921: Die Xindian-Linie wird von Gongguan zum Bahnhof Xindian weitergeführt.
- 24. März 1965: Der Betrieb des Bahnhofes wird zusammen mit der Xindian-Linie eingestellt.

### Als Bahnhof der MRT Taipeh
- Der ursprüngliche Plan, den Bahnhof National Taiwan University an der Kreuzung Xinsheng Nanlu und den Bahnhof Gongguan an der Kreuzung der Jilong Lu einzurichten, wird geändert und die beiden Bahnhöfe zusammengefügt.
- 11. November 1999: Der Bahnhof wird zusammen mit dem Abschnitt Guting–Xindian eröffnet.
- 17. Juni 2010: Am Ausgang 2 wird ein behindertengerechter Fahrstuhl eröffnet.